# Parafia św. Mikołaja w Nikolski
Parafia św. Mikołaja – parafia prawosławna w Nikolski. Jedna z 14 parafii dekanatu Unalaska diecezji Alaski Kościoła Prawosławnego w Ameryce.